# Yūsuke Shimada
Yūsuke Shimada (japanisch 島田 裕介 Shimada Yūsuke; * 19. Januar 1982 in der Präfektur Saitama) ist ein ehemaliger japanischer Fußballspieler.

## Karriere
Shimada erlernte das Fußballspielen in der Schulmannschaft der Seibudai High School. Seinen ersten Vertrag unterschrieb er 2000 bei den Omiya Ardija. Der Verein spielte in der zweithöchsten Liga des Landes, der J2 League. 2004 wurde er mit dem Verein Vizemeister der J2 League und stieg in die J1 League auf. Für den Verein absolvierte er 68 Ligaspiele. 2005 wurde er an den Zweitligisten Thespa Kusatsu ausgeliehen. Für den Verein absolvierte er 46 Ligaspiele. 2007 kehrte er zu Omiya Ardija zurück. 2008 wechselte er zum Zweitligisten Thespa Kusatsu. Für den Verein absolvierte er 42 Ligaspiele. 2009 wechselte er zum Ligakonkurrenten Sagan Tosu. Für den Verein absolvierte er 50 Ligaspiele. 2010 wechselte er zum Ligakonkurrenten Tokushima Vortis. Für den Verein absolvierte er 50 Ligaspiele. Danach spielte er bei den Gangwon FC. Ende 2012 beendete er seine Karriere als Fußballspieler.